# Böbingen
Pour les articles homonymes, voir Böbingen (homonymie).
Ne doit pas être confondu avec Bobingen.
Böbingen est une municipalité de la Verbandsgemeinde Edenkoben, dans l'arrondissement de la Route-du-Vin-du-Sud, en Rhénanie-Palatinat, dans l'ouest de l'Allemagne.